# Vaps

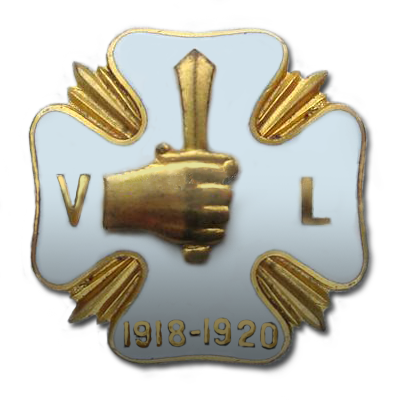
Insígnia del Vaps

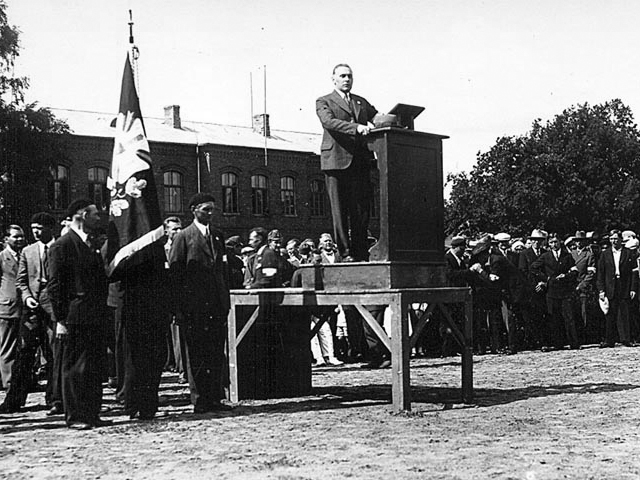
Míting del Vaps a Pärnu Estònia, qui parla és Artur Sirk.

L'Eesti Vabadussõjalaste Liit ("Unió de Participants en la Guerra d'Independència d'Estònia"), conegut habitualment com a Vabadussõjalased o de manera abreujada com a Vaps, fou un grup profeixista estonià sorgit en els anys 1930.
El 1929 l'advocat Artur Sirk (1900-1937), excombatent de la guerra d'independència d'Estònia i oficial de l'exèrcit estonià fins al 1926, fundà la Keskliit (Associació dels Combatents de la Llibertat), associació d'excombatents molt nacionalista. El 1931 es va unir al general Andres Larka i refundaren el grup amb el nom de Vabadussojalaste Liit (Lliga dels lluitadors de la Llibertat), més coneguda com a Vaps, de caràcter feixistitzant i que aviat es transformarà en una unitat de caràcter paramilitar extraparlamentària, amb uniforme caqui i bandoleres blanques, inspirats tant en el Partit Nacional Feixista de Benito Mussolini com en el Moviment Lapua finlandès.
El Moviment fou una organització paramilitar amb una base majoritàriament de classe mitjana baixa. No tenien una ideologia elaborada ni gairebé connexió amb moviments feixistes estrangers, el seu objectiu era simplement un govern estonià més autoritari i nacionalista. Va rebutjar la ideologia racial i no sols criticà obertament la persecució dels jueus pel règim nazi, sinó també l'ús de la violència o l'expansió territorial. Els membres moderats moviment (com Johan Pitka) van deixar gradualment de l'organització i els nous membres que s'uniren ja no eren veterans. Va publicar el diari, Võitlus.
El 1932 se celebraren la II Conferència nacional del Vaps, on Sirk afirmà que no calia organitzar un partit polític, sinó que s'havia de transferir els poders a un govern autoritari a través de la democràcia directa, mitjançant d'iniciatives populars i referèndums avalats per la constitució estoniana. També emfatitzaren en els drets laborals i la reforma agrària. Així impulsaren una proposta de reforma de la constitució per tal de donar més poders al president i després de la proclamació del Tercer Reich reclamaren l'abolició de totes les polítiques de protecció a les minories.
Amb aquesta excusa, i després de la incertesa política generada després de les eleccions legislatives estonianes de 1932, Konstantin Päts va convocar un referèndum el 1933 per a reformar la constitució donant més poders al president. Alhora, el govern de Jaan Tõnisson els va prohibir. Això els va radicalitzar i el 12 de març de 1934, un cop Päts fou proclamat president d'Estònia, el Vaps fou dissolt i detinguts 400 dels seus membres, entre ells Artur Sirk. El 1935 el Vaps va planejar un cop d'estat amb suport alemany i italià, però fou desfet per la policia secreta de Päts. Artur Sirk aconseguí fugir i s'establí a Luxemburg, on va morir el 1937 en circumstàncies estranyes. Andres Larka fou alliberat el 1937 i va viure a l'interior fins que el 1940 fou arrestat per les tropes soviètiques, que el deportaren a Sibèria.